# Roggenstorf
Roggenstorf település Németországban, Mecklenburg-Elő-Pomeránia tartományban. Lakosainak száma 432 fő (2023. december 31.).

## Népesség
A település népességének változása:
| Lakosok száma | 443  | 449  | 448  | 437  | 432  |
|               | 2017 | 2019 | 2021 | 2022 | 2023 |